# Ę̈
Ę̈ (minuscule : ę̈), appelé E tréma ogonek, est une lettre latine utilisée dans l’écriture du han.
Il s’agit de la lettre E diacritée d’un tréma et d’un ogonek.

## Représentations informatiques
Le E tréma ogonek peut être représenté avec les caractères Unicode suivants : 
- composé et normalisé NFC (latin étendu A, diacritiques) :

| formes    | représentations | chaînes de caractères | points de code | descriptions                                       |
| --------- | --------------- | --------------------- | -------------- | -------------------------------------------------- |
| capitale  | Ę̈               | Ę◌̈                    | U+0118 U+0308  | lettre majuscule latine e ogonek diacritique tréma |
| minuscule | ę̈               | ę◌̈                    | U+0119 U+0308  | lettre minuscule latine e ogonek diacritique tréma |

- décomposé et normalisé NFD (latin de base, diacritiques) :

| formes    | représentations | chaînes de caractères | points de code       | descriptions                                                   |
| --------- | --------------- | --------------------- | -------------------- | -------------------------------------------------------------- |
| capitale  | Ę̈               | E◌̨◌̈                   | U+0045 U+0328 U+0308 | lettre majuscule latine e diacritique ogonek diacritique tréma |
| minuscule | ę̈               | e◌̨◌̈                   | U+0065 U+0328 U+0308 | lettre minuscule latine e diacritique ogonek diacritique tréma |